# Vianópolis
Vianópolis est une municipalité brésilienne de l'État de Goiás et la microrégion de Pires do Rio.